# Horizon Buzz
Horizon Buzz app. es una aplicación de televisión social lanzada por la empresa UPC Ireland el 29 de abril de 2014, esta aplicación permite a los clientes grabar todos sus programas favoritos a través de la red social Facebook.
La aplicación ofrece a los clientes de Horizon y UPC Digital Tv la libertad de grabar programas sin abandonar la red social Facebook, visualizar los contenidos más grabados y populares en la Guía Electrónica de Programación de la UPC(EPG) y echar un vistazo a los últimos éxitos de taquilla en sus canales de televisión favoritos.

## Características y servicios
Horizon Buzz permite grabar programas de televisión a través de Facebook desde un dispositivo portátil o tablet e interactuar socialmente en línea alrededor del contenido que se está grabando, su principal objetivo es que el usuario pueda controlar a distancia su contenido favorito de televisión y mantenerse al día con las tendencias de la televisión irlandesa.
La aplicación contiene características adicionales en que sus usuarios además de poder ver la televisión en directo podrán ver también los listados del contenido más popular que los clientes de UPC han programado para grabar durante la próxima semana – de forma similar a Twitter – y también ver que películas llegarán durante la semana para poder planificar su grabación.
La Horizon Buzz App. es una red social en toda regla para la televisión y se ofrece como un producto muy innovador en lo que a televisión social se refiere.

## Funcionamiento
UPC ha adoptado un enfoque simplista a la usabilidad de la Horizon Buzz app., con el fin de satisfacer todas las necesidades.

### Como grabar
El usuario debe tener una cuenta de “MyUpc” registrándose previamente en la página web de la UPC Ireland. 
Dentro de la aplicación y una vez iniciada la sesión con la cuenta “MyUpc”, hay una función de búsqueda que permite a los usuarios encontrar su programa deseado dentro de la plataforma de la UPC.
Al seleccionar un programa aparecerá una descripción de este junto con la opción de pulsar un botón para programar su grabación remota.
Entonces solo es cuestión de pulsar dicho botón para configurar la grabación remota de cualquier programa que se haya buscado en la plataforma.

### Como interactuar en la red socialFacebook: compartir y comentar
Si el usuario hace clic en el nombre del programa aparecerá una descripción y una pequeña sinopsis del programa o película que el usuario haya escogido. 
En este menú el usuario también puede publicar un comentario en Facebook o compartir la información con sus amigos de Facebook teniendo marcada la opción “compartir en facebook”.
Al contrario, si se desea que la información no se publique en forma de comentario en Facebook y solo se pueda ver dentro de la Horizzon Buzz app., hay que desmarcar la opción de compartir el contenido en Facebook.

### Como buscar
Durante la búsqueda de un programa i/o película, se buscará en toda la plataforma completa de la UPC y se presentaran todos los resultados y opciones disponibles sobre la búsqueda introducida por el usuario.